# 中御門宣教
中御門 宣教（なかのみかど のぶのり）は、戦国時代から安土桃山時代にかけての公家。権大納言・中御門宣治の子。官位は正四位上・左中弁。

## 経歴
永禄3年（1560年）従五位下に叙爵し、左衛門佐次いで右少弁に任官する。弁官に五位蔵人を兼ねながら昇進し、天正2年（1574年）には正五位下・右中弁となる。天正5年（1577年）左中弁兼蔵人頭（頭弁）に任ぜられるとともに、一年間で三階の昇叙を受け正四位下となる。天正6年（1578年）正月に正四位上に叙せられるが、同年4月1日に急逝する。享年36。法名は正哲。
宣教には娘しかいなかったため、庭田重保の子・資胤が宣教の娘を娶り、養子として中御門家を継承した。

## 官歴
『諸家伝』による。
- 永禄3年（1560年） 5月2日：従五位下、左衛門佐。7月8日：右少弁
- 永禄6年（1563年） 2月1日：従五位上
- 永禄7年（1564年） 日付不詳：五位蔵人。12月15日：正五位下
- 永禄8年（1565年） 正月6日：正五位上
- 永禄12年（1569年） 正月10日：権左少弁
- 元亀4年（1573年） 正月16日：左少弁
- 天正2年（1574年） 3月28日：右中弁
- 天正5年（1577年） 正月18日：左中弁。正月28日：従四位下。2月8日：従四位上、蔵人頭。6月10日：正四位下（年中三ヶ度）
- 天正6年（1578年） 28日：正月6日：正四位上。4月1日：卒去

## 系譜
『系図纂要』による。
- 妻：不詳
- 生母不明の子女
  - 女子：中御門資胤室
  - 女子：皆川広照室
- 養子女
  - 男子：中御門資胤（1569-1626） - 実は庭田重保の子